# Brignogan-Plage
Brignogan-Plage (or simply Brignogan; sometimes spelled Brignogan-Plages) (tiếng Breton: Brignogan) là một xã của tỉnh Finistère, thuộc vùng Bretagne, miền tây bắc Pháp.

## Khí hậu
| Dữ liệu khí hậu của Brignogan-Plages (1981–2010) | Dữ liệu khí hậu của Brignogan-Plages (1981–2010) | Dữ liệu khí hậu của Brignogan-Plages (1981–2010) | Dữ liệu khí hậu của Brignogan-Plages (1981–2010) | Dữ liệu khí hậu của Brignogan-Plages (1981–2010) | Dữ liệu khí hậu của Brignogan-Plages (1981–2010) | Dữ liệu khí hậu của Brignogan-Plages (1981–2010) | Dữ liệu khí hậu của Brignogan-Plages (1981–2010) | Dữ liệu khí hậu của Brignogan-Plages (1981–2010) | Dữ liệu khí hậu của Brignogan-Plages (1981–2010) | Dữ liệu khí hậu của Brignogan-Plages (1981–2010) | Dữ liệu khí hậu của Brignogan-Plages (1981–2010) | Dữ liệu khí hậu của Brignogan-Plages (1981–2010) | Dữ liệu khí hậu của Brignogan-Plages (1981–2010) |
| Tháng                                            | 1                                                | 2                                                | 3                                                | 4                                                | 5                                                | 6                                                | 7                                                | 8                                                | 9                                                | 10                                               | 11                                               | 12                                               | Năm                                              |
| ------------------------------------------------ | ------------------------------------------------ | ------------------------------------------------ | ------------------------------------------------ | ------------------------------------------------ | ------------------------------------------------ | ------------------------------------------------ | ------------------------------------------------ | ------------------------------------------------ | ------------------------------------------------ | ------------------------------------------------ | ------------------------------------------------ | ------------------------------------------------ | ------------------------------------------------ |
| Cao kỉ lục °C (°F)                               | 16.5 (61.7)                                      | 19.6 (67.3)                                      | 24.0 (75.2)                                      | 24.5 (76.1)                                      | 29.1 (84.4)                                      | 32.0 (89.6)                                      | 30.4 (86.7)                                      | 32.6 (90.7)                                      | 30.3 (86.5)                                      | 29.3 (84.7)                                      | 21.7 (71.1)                                      | 19.0 (66.2)                                      | 32.6 (90.7)                                      |
| Trung bình ngày tối đa °C (°F)                   | 10.1 (50.2)                                      | 10.1 (50.2)                                      | 11.6 (52.9)                                      | 12.7 (54.9)                                      | 15.0 (59.0)                                      | 17.4 (63.3)                                      | 19.2 (66.6)                                      | 19.6 (67.3)                                      | 18.3 (64.9)                                      | 16.0 (60.8)                                      | 12.8 (55.0)                                      | 10.8 (51.4)                                      | 14.5 (58.1)                                      |
| Tối thiểu trung bình ngày °C (°F)                | 5.7 (42.3)                                       | 5.6 (42.1)                                       | 6.8 (44.2)                                       | 7.6 (45.7)                                       | 10.2 (50.4)                                      | 12.4 (54.3)                                      | 14.0 (57.2)                                      | 14.1 (57.4)                                      | 13.0 (55.4)                                      | 10.9 (51.6)                                      | 8.3 (46.9)                                       | 6.4 (43.5)                                       | 9.6 (49.3)                                       |
| Thấp kỉ lục °C (°F)                              | −7.0 (19.4)                                      | −5.0 (23.0)                                      | −1.7 (28.9)                                      | 1.2 (34.2)                                       | 3.1 (37.6)                                       | 5.6 (42.1)                                       | 9.2 (48.6)                                       | 8.8 (47.8)                                       | 7.0 (44.6)                                       | 1.1 (34.0)                                       | −0.5 (31.1)                                      | −3.4 (25.9)                                      | −7.0 (19.4)                                      |
| Lượng Giáng thủy trung bình mm (inches)          | 107.8 (4.24)                                     | 86.1 (3.39)                                      | 69.8 (2.75)                                      | 66.3 (2.61)                                      | 61.4 (2.42)                                      | 43.2 (1.70)                                      | 48.5 (1.91)                                      | 50.8 (2.00)                                      | 56.7 (2.23)                                      | 99.8 (3.93)                                      | 104.2 (4.10)                                     | 113.4 (4.46)                                     | 908.0 (35.75)                                    |
| Nguồn: Météo France                              |                                                  |                                                  |                                                  |                                                  |                                                  |                                                  |                                                  |                                                  |                                                  |                                                  |                                                  |                                                  |                                                  |

## Dân số
Người dân ở Brignogan-Plage được gọi là Brignoganais.
Điều tra dân số năm 1999, xã này có dân số là 849.